# Tipula badakhensis
Tipula badakhensis är en tvåvingeart som beskrevs av Alexander 1956. Tipula badakhensis ingår i släktet Tipula och familjen storharkrankar. Inga underarter finns listade i Catalogue of Life.